# Ochyrocera
Ochyrocera là một chi nhện trong họ Ochyroceratidae.